# (8029) Miltthompson
(8029) Miltthompson ist ein Asteroid des äußeren Hauptgürtels, der am 15. September 1991 vom US-amerikanischen Astronomen Henry E. Holt am Palomar-Observatorium (IAU-Code 675) auf dem Gipfel des Palomar Mountain etwa 80 Kilometer nordöstlich von San Diego entdeckt wurde.
Der Himmelskörper wurde am 7. Februar 2012 nach Milt Thompson (1926–1993) benannt, der als Testpilot der NASA 14 Flüge mit der X-15 absolvierte und danach die ersten Flüge mit den Vorläufern des Space Shuttle durchführte.
Der Asteroid gehört zur Nocturna-Familien, einer Asteroidenfamilie, die nach (1298) Nocturna benannt ist.